# Malgasotrella
Malgasotrella is een geslacht van rechtvleugeligen uit de familie krekels (Gryllidae). De wetenschappelijke naam van dit geslacht is voor het eerst geldig gepubliceerd in 2004 door Gorochov.

## Soorten
Het geslacht Malgasotrella omvat de volgende soorten:
- Malgasotrella robusta Gorochov, 2004
- Malgasotrella venosa Gorochov, 2004